# 岡山県道84号勝山栗原線
岡山県道84号勝山栗原線（おかやまけんどう84ごう かつやまくりはらせん）は、岡山県真庭市を通る県道（主要地方道）である。

## 概要
国道313号の短絡路線ではあるが、未改良区間が多い。

### 路線データ
- 起点：岡山県真庭市月田（岡山県道32号新見勝山線交点）
- 終点：岡山県真庭市栗原（美川橋南詰交差点、国道313号交点）

## 歴史
- 1993年（平成5年）5月11日 - 建設省から、県道栗原月田線が勝山栗原線として主要地方道に指定される[1]。

## 地理

### 通過する自治体
- 真庭市

### 交差する道路
| 交差する道路           | 交差する場所 | 交差する場所            |
| ---------------------- | ------------ | ----------------------- |
| 岡山県道32号新見勝山線 | 月田         | 起点                    |
| 国道313号              | 栗原         | 美川橋南詰交差点 / 終点 |

### 沿線にある施設など
- 醍醐桜